# Eurypodius
Eurypodius is een geslacht van kreeftachtigen uit de klasse van de Malacostraca (hogere kreeftachtigen).

## Soorten
- Eurypodius latreillii Guérin, 1828
- Eurypodius longirostris Miers, 1885